# Chanatip Ruckburee
Chanatip Ruckburee (* 19. Juni 1990) ist ein ehemaliger thailändischer Sprinter, der sich auf den 400-Meter-Lauf spezialisiert hat.

## Sportliche Laufbahn
Erste internationale Erfahrungen sammelte Chanatip Ruckburee im Jahr 2007, als er bei den Jugendweltmeisterschaften in Ostrava mit der thailändischen Sprintstaffel (1000 m) mit 1:56,95 min den Finaleinzug verpasste. Im Jahr darauf siegte er bei den Juniorenasienmeisterschaften in 3:10,86 min in der 4-mal-400-Meter-Staffel und 2009 erreichte er bei den Hallenasienspielen in Hanoi das Halbfinale über 400 m und schied dort mit 48,83 s aus und gewann in 3:11,07 min gemeinsam mit Jukkatip Pojaroen, Supachai Phachsay und Suppachai Chimdee die Silbermedaille hinter dem Team aus Saudi-Arabien. Anschließend schied er bei den Asienmeisterschaften in Guangzhou mit 47,67 s in der ersten Runde über 400 m aus und belegte im Staffelbewerb mit 3:08,63 min den sechsten Platz. Daraufhin wurde er bei den Südostasienspielen in Vientiane in 48,09 s Sechster und siegte mit der Staffel in 3:08,40 min. 2010 kam er bei den Asienspielen in Guangzhou mit 48,91 s nicht über den Vorlauf über 400 m hinaus und klassierte sich mit der Staffel nach 3:12,18 min auf dem siebten Platz. Im Jahr darauf verpasste er bei den Südostasienspielen in Palembang mit 51,41 s den Finaleinzug über 400 m und beendete daraufhin seine aktive sportliche Karriere schon im Alter von nur 21 Jahren.

## Persönliche Bestleistungen
- 400 Meter: 48,97 s, 21. August 2011 in Singapur